# Noshahr Airport
Noshahr Airport (persiska: Forūdgāh-e Nowshahr, فرودگاه نوشهر) är en flygplats i Iran.   Den ligger i delprovinsen Nowshahr och provinsen Mazandaran, i den norra delen av landet, 110 km norr om huvudstaden Teheran.
Terrängen runt Noshahr Airport är platt åt nordost, men åt sydväst är den kuperad.  Närmaste större samhälle är Noshahr, 2,4 km sydost om Noshahr Airport. 